# حسن بن رستم (باوندی)
علاءالدوله حسن بن رستم یا رستم ششم ملقب به شرف‌الملوک یکی از اسپهبدان باوندیان از ۱۳۲۸ تا ۱۳۳۴ میلادی بود. وی جانشین و فرزند شاه کیخسرو بود. چیز زیادی از دوران سلطنت او دانسته نیست؛ وی در سال ۱۳۳۴ درگذشت و برادرش حسن به اسپهبدی باوندیان رسید.

## فهرست منابع
- Madelung, W. (1975). "The Minor Dynasties of Northern Iran".  In Frye, R.N. (ed.). The Cambridge History of Iran, Volume 4: From the Arab Invasion to the Saljuqs. Cambridge: Cambridge University Press. pp. 198–249. ISBN 978-0-521-20093-6.
- Frye, R.N. (1975). "The Saljuq and Mongol periods".  In Frye, R.N. (ed.). The Cambridge History of Iran, Volume 5: The Iranian world. Cambridge: Cambridge University Press. pp. 1–659. ISBN 0-521-20093-8.